# Kukpowruk
Il Kukpowruk (in inglese Kukpowruk River) è un fiume degli Stati Uniti d'America, situato in Alaska, nel borough di North Slope.  
Il nome inuit per il fiume significa probabilmente "corso d'acqua abbastanza grande" o "un corso d'acqua". Una variante della fine del XIX secolo era "Kook Pow ruk".

## Descrizione
Il fiume nasce dai monti De Long, nella parte occidentale dei Monti Brooks, e scorre verso nord. Sfocia nella laguna del Kasegaluk (separata dal Mare dei Ciukci da una serie di piccole isole), circa 14 km a sud di Point Lay. Ha una lunghezza di 260 chilometri. 
L'Arctic Slope Regional Corporation (di proprietà e rappresenta gli interessi commerciali dell'Inupiat Arctic Slope) è il principale proprietario terriero lungo il fiume.